# Strazeele
Strazeele är en kommun i departementet Nord i regionen Hauts-de-France i norra Frankrike. Kommunen ligger i kantonen Hazebrouck-Sud som tillhör arrondissementet Dunkerque. År 2022 hade Strazeele 944 invånare.

## Befolkningsutveckling
Antalet invånare i kommunen Strazeele
| Referens: INSEE |